# Дан Спетару
Дан Спетару (рум. Dan George Spătaru, *2 жовтня 1939, Аліман, жудець Констанца, Румунія — †8 вересня 2004, Бухарест, Румунія) — румунський естрадний співак, кіноактор.
На початку 1970-х став популярним в країнах СРСР завдяки музичному російсько-румунському кінофільму «Пісні моря» (1970), в якому він знявся разом з Наталією Фатєєвою (за кадром за неї співала Лариса Мондрус). Пісня «Співай, гітара!» (Музика Т. Попа — вірші Р. Рождественського), вперше прозвучала в цьому фільмі саме у виконанні Дана Спетару, стала шлягером і потім неодноразово переспівували іншими виконавцями.

## Біографія
Навчався в інституті фізкультури і спорту, збирався стати футбольним тренером. Успішний виступ на студентському концерті в Бухаресті змінив його плани. Його запросили співати на радіо, потім на телебачення, а незабаром він стає популярним в Румунії естрадним співаком, виступаючим з найкращими оркестрами легкої музики.
Йому належить світовий рекорд за тривалістю оплесків публіки (16 хвилин 19 секунд). Це сталося в 1967 на міжнародному фестивалі в кубинському місті Варадеро.
У 1972 Дан познайомився зі своєю майбутньою дружину Сідою. У 1974 у них народилася дочка Дана.
Помер від інфаркту міокарда. Похований на цвинтарі Беллу в Бухаресті. На його похороні були присутні понад 10 тисяч осіб.

## Дискографія
- 1969 (Мелодія, Д 25625-6) — Пісня «Вокруг света на збірнику» Мелодії друзів-69 "
- 1971 (Мелодія, Д 00030081-2, ГД 0002605-6) — Музика з кінофільму «Пісні моря»

1. Дан Спатару — З машиною
2. Дан Спатару — Ти, я і мій парасольку
3. Лариса Мондрус — Я дівчисько
4. Лариса Мондрус — Чи не моя вина

- 1971 (Electrecord, EDC 10.194) — Dan Spătaru. Cântecele mării

1. Tu, eu şi-o umbrelă
2. Cu maşină
3. Tu nu-nţelegi că te iubesc?
4. Să cântăm, chitara mea
5. 1996 (Electrecord, EDC 174) — Dan Spătaru
6. Ţărăncuţă, ţărăncuţă 4:18
7. Nu vreau să plângi 3:07
8. Nimic nu e prea mult 3:40
9. Drum bun 3:54
10. Prietene 2:39
11. În rândul patru 2:31
12. Drumurile 3:25
13. Te-aşteaptă un om 2:40
14. Nici o lacrimă 1:57
15. Spune-mi unde, spune-mi cine 2:05
16. Te-am iubit, Mario 2:53
17. Spune-mi ce mai face mama 3:19
18. Măicuţă, îţi mulţumesc 2:44

- (2009) DVD — Momente de aur (TVRmedia)